# Gotteslob (1975)

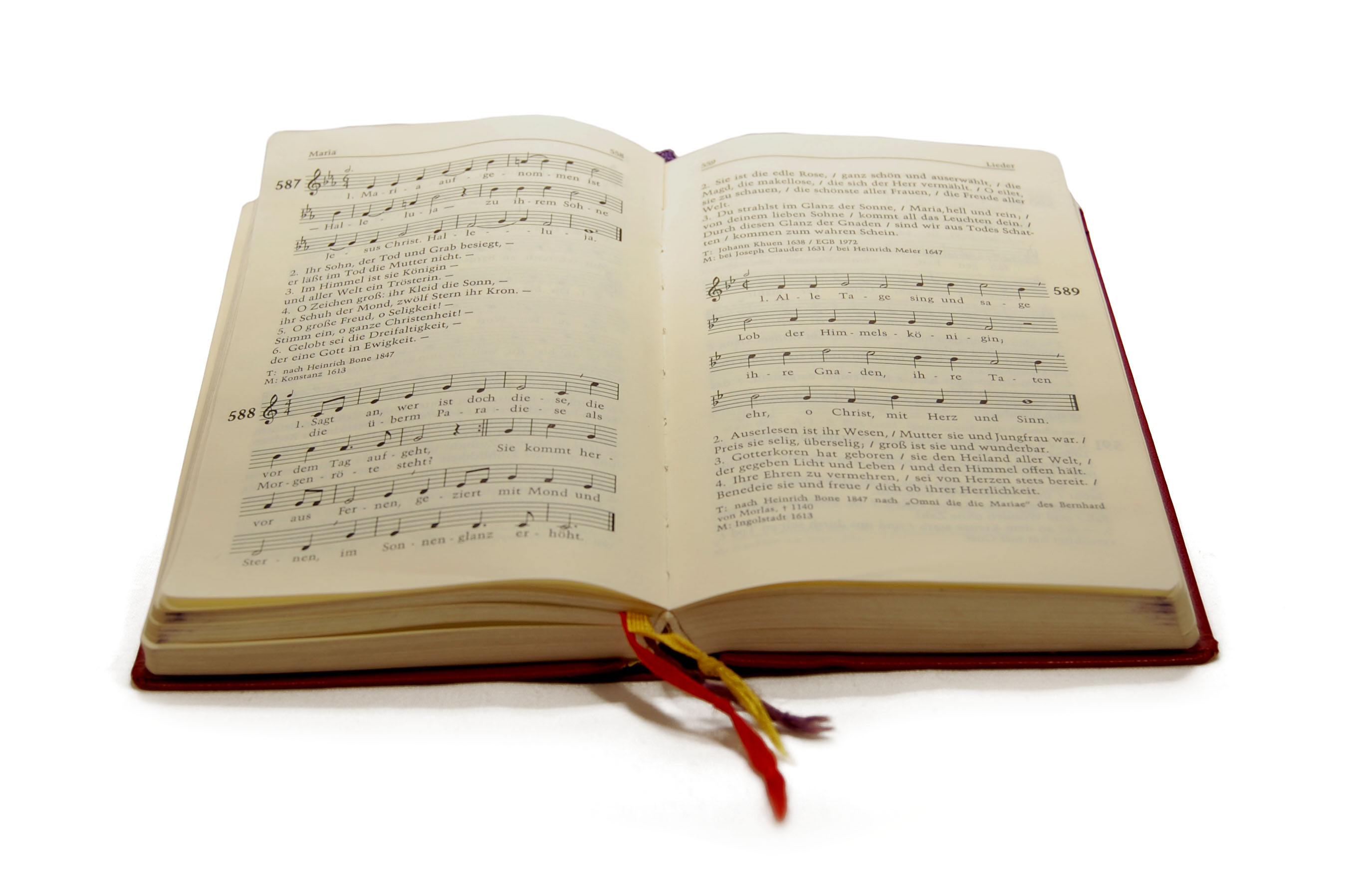
Aufgeschlagenes Gotteslob

Gotteslob ist der Titel des ersten gemeinsamen Gebet- und Gesangbuchs für alle deutschsprachigen römisch-katholischen Bistümer mit Ausnahme der Schweiz und Liechtensteins. Das 1975 erschienene Buch enthält Texte und Lieder für die Liturgie und für das Gebet der Gläubigen allein oder in Gemeinschaft. Vom 1. Advent 2013 bis Juli 2014 wurde es schrittweise abgelöst durch ein neues Gebet- und Gesangbuch der katholischen Bistümer Deutschlands, Österreichs und Südtirols, das ebenfalls den Namen Gotteslob trägt.

## Entstehung und Entwicklung

### Bemühungen um ein Einheitsgesangbuch im 19. und 20. Jahrhundert
Bereits Ende des 19. Jahrhunderts gab es in Deutschland eine Diskussion um ein Allgemeines deutsches Kirchengesangbuch, angestoßen von dem Münsteraner Alttestamentler Bernhard Schäfer. Bedenken wurden geäußert, weil man Einbußen im Kirchengesang befürchtete, wenn durch ein solches Buch in vielen Bistümern neue Melodien zu bekannten Kirchenliedern eingeführt werden sollten. Der Cäcilienverband befürwortete stattdessen zunächst die Erstellung einer Liste mit Einheitsliedern. Eine solche Liste mit 23 Liedern, zusammengestellt von Hermann Müller, gab die Fuldaer Bischofskonferenz am 23. August 1916 heraus. Jedoch gelang es wegen des Ersten Weltkrieges nicht, diese Liste in den deutschen Bistümern einzuführen.
Eine gewisse Bedeutung als überdiözesanes geistliches Liederbuch bekam das 1938 in privater Herausgeberschaft erschienene Liederbuch Kirchenlied, das in mehreren Auflagen mit weit über einer Million Exemplaren weite Verbreitung fand.
Nach dem Zweiten Weltkrieg ergab sich in vielen Bistümern die Notwendigkeit, neue Gebet- und Gesangbücher zu erstellen, da die bestehenden vergriffen, verschlissen oder textlich überholt waren. Zudem waren durch die Flüchtlingsströme und die wirtschaftlichen Binnenwanderungen innerhalb Deutschlands in den Gemeinden Menschen zusammengeführt worden, die nur wenig gemeinsames christliches Liedgut hatten.
Unter Leitung des Trierer Bischofs Franz Rudolf Bornewasser war seit 1942 eine neue Liste von 74 Einheitsliedern erarbeitet und am 29. Juni 1947 von der Deutschen Bischofskonferenz herausgegeben und als „Pflichtlieder“ zur Aufnahme in die Kirchengesangbücher aller deutschen Diözesen vorgeschrieben worden. Ein deutschsprachiger Einheitstext für die gemeinsam zu sprechenden Teile der Heiligen Messe in der Gemeinschaftsmesse lag seit 1928 vor und wurde in zahlreiche „Volksmessbücher“ und mehrere Diözesangebetbücher übernommen; er blieb bis Mai 1971 der gültige deutsche Einheitstext für den Ordo Missae und den Kanon der deutschen Messe.
Die Deutsche Liturgische Kommission begann 1946 mit den Vorarbeiten zu einem Einheits-Gebetbuch; hauptverantwortlich war der Kölner Priester Theodor Schnitzler. Das Material lag bis 1949 vor; eine Verzögerung war entstanden, weil das Messantiphonar aufgenommen werden sollte, das auf der Grundlage des Deutschen Psalters von Romano Guardini parallel erarbeitet wurde. Im Herbst 1949 erschien in Köln die Broschüre Die einheitlichen Gebete und Lieder der deutschen Bistümer und wurde den deutschen Bistümern zugesandt. Zahlreiche Bistümer hatten inzwischen jedoch bereits eigene Diözesangebetbücher herausgebracht, so dass die Gelegenheit zur Einführung eines einheitlichen Buches verstrichen war.

### Entstehung desGotteslobsab 1963

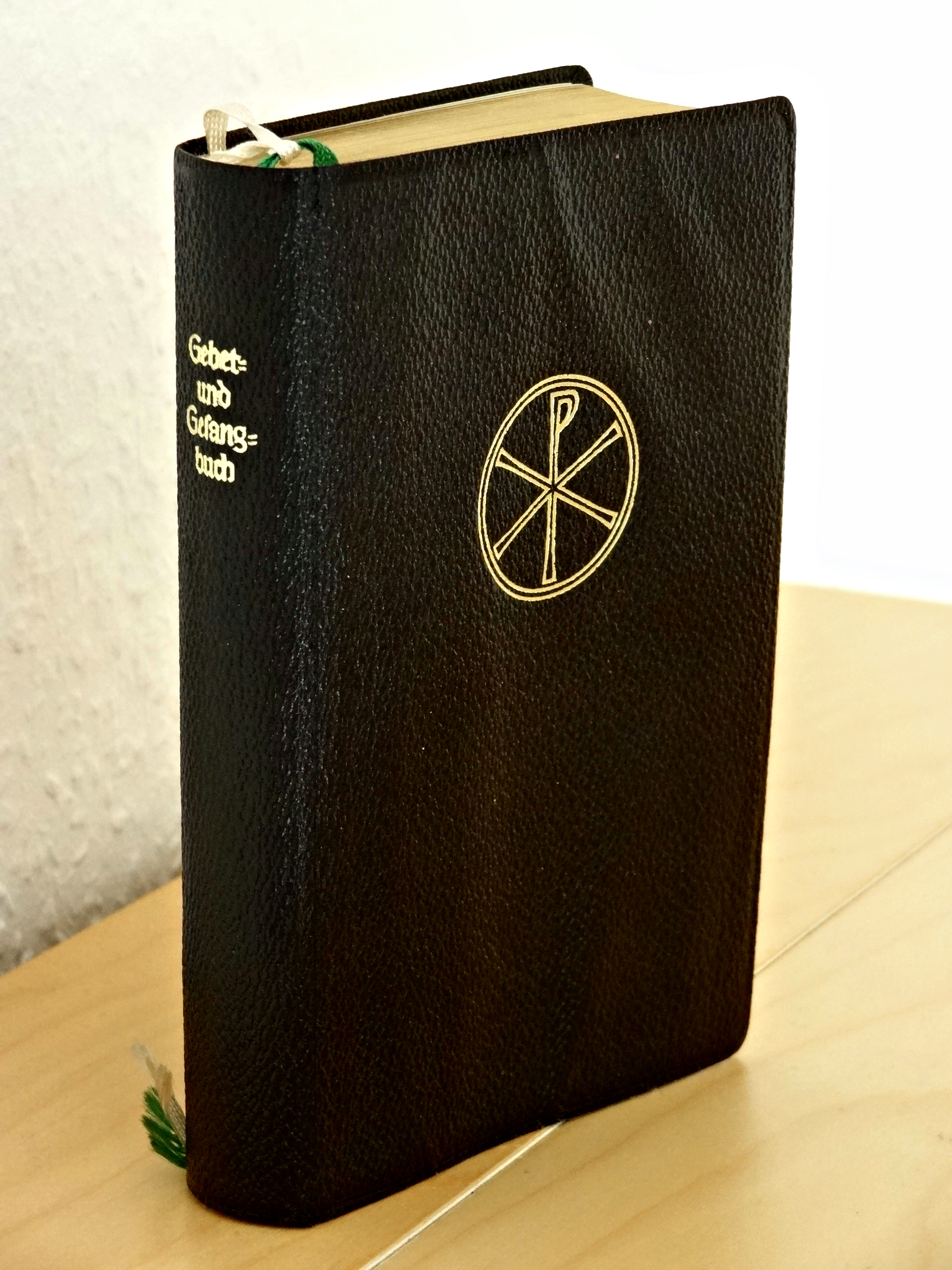
Gebet- und Gesangbuch, herausgegeben vom bischöflichen Ordinariat Mainz, 26. Auflage, 1968, Vorworte: Albert Stohr (1952), Herman Volk (1963), Anhang: Kirchenlieder unserer Brüder aus dem Osten. Aus dem Vorwort von Hermann Volk: „Das Buch ist geeignet, im Sinne der Verhandlungen des II. Vatikanischen Konzils die Feier der Gottesdienste zu beleben und das persönliche Beten anzuregen […]“

Das Einheitsgesangbuch Gotteslob entstand dann erst Jahrzehnte später infolge der Liturgiereform des Zweiten Vatikanischen Konzils, um den Gläubigen in jeder deutschsprachigen Region die aktive Gottesdienstteilnahme zu ermöglichen. Zudem wurde eine Teilharmonisierung mit dem Liedgut der evangelischen Kirchen angestrebt, um die Gestaltung ökumenischer Gottesdienste zu erleichtern und zu bereichern.
Die Fuldaer Bischofskonferenz beschloss im August 1963, ein einheitliches Gebet- und Gesangbuch für alle Bistümer Deutschlands herauszugeben – also noch bevor das Konzil seine Konstitution über die Heilige Liturgie Sacrosanctum Concilium verabschiedete –, und setzte dafür zwei Kommissionen ein. Der Kommission für den Gebets-Teil saß der Mainzer Bischof Hermann Volk vor, der Kommission für den Lied-Teil der Limburger Bischof Wilhelm Kempf. Um die in der DDR gelegenen Bistümer einzubeziehen, gingen die Kommissionen dazu über, sich in Österreich und der Schweiz zu treffen. Vorgesehen war ein einheitliches Buch mit der Möglichkeit für die einzelnen Diözesen, Eigengut hinzuzufügen. Die Österreichische Bischofskonferenz beschloss am 29. März 1966 die volle Mitarbeit der katholischen Kirche Österreichs. Für die Schweiz bestanden Verbindungen zu den Bearbeitern des dortigen Kirchengesangbuches (KGB), doch waren die Schweizer Bistümer am Projekt eines Einheitsgesangbuches nicht beteiligt.
1969 schlossen sich die beiden Kommissionen zu einer „Hauptkommission“ (EGB-Kommission) mit dem deutschen Weihbischof Paul Nordhues (Paderborn) als erstem und Weihbischof Eduard Macheiner (Salzburg) als zweitem Vorsitzenden zusammen; der Mainzer Pfarrer und Hauptschriftleiter der Zeitschrift Gottesdienst, Josef Seuffert, wurde Sekretär der Kommission. Sachfragen wurden in Subkommissionen zu den Themenbereichen Lieder und Gesänge, Psalmodie, Stundengebet, Wortgottesdienste und Andachten, Litaneien, Sakramente und Sakramentalien, Buße und Beichte, Einzelgebete, Kinderproprium sowie Aufbau des Einheitsgesangbuchs bearbeitet. Dabei musste inhaltlich und personell Rücksicht genommen werden auf die gleichzeitig erfolgende Umsetzung der vom Konzil beschlossenen Liturgiereform. Bei der Erarbeitung waren das Spannungsverhältnis zwischen Einheitlichkeit und lebendiger Vielfalt sowie zwischen Altem und Neuem, zwischen Tradition und Fortschritt zu klären. Besondere Beachtung erhielten die Messgesänge in deutscher Sprache. Von einer Aufnahme von neuen geistlichen Liedern, wie sie in der Zeit zahlreich entstanden, sah man zugunsten eines eigenen Liederheftes Gesänge der Jugend oder ähnlich ab.
Um auch eine ökumenische Orientierung des Buches zu befördern, konstituierte sich 1969 die Arbeitsgemeinschaft für ökumenisches Liedgut (AÖL), in der neben der EGB-Kommission die EKD, die Evangelisch-reformierten Kirchen der Schweiz, die Evangelischen Freikirchen und die Altkatholische Kirche in den deutschsprachigen Ländern stimmberechtigt mitarbeiteten, die Evangelische Kirche in Österreich als Gast. 1973 legte die Kommission das ökumenische Gesangbuch Gemeinsame Kirchenlieder – Gesänge der deutschsprachigen Christenheit mit 102 Liedern in „ökumenischer Fassung“ vor, die in großer Zahl ins Gotteslob übernommen wurden.
1972 erschien die erste Vorauspublikation Gesänge zur Messfeier, Ende 1972 ein erstes „Rohmanuskript“ und 1973 das „definitive Manuskript“. Die Bischofskonferenzen Deutschlands und Österreichs beschlossen Ende September 1973 grundsätzlich die baldige Herausgabe; nachdem bis April 1974 noch Anregungen seitens der Bischöfe und einzelne offene Fragen geklärt worden waren, erschien Gotteslob im März 1975.
Zuletzt wurde eine modernisierte Fassung von 1996 verwendet. In Texten des 20. Jahrhunderts wurden darin im Sinne einer inkludierenden Sprache die Wörter „Brüder“ und „Söhne“ durch geschlechterübergreifende Formulierungen ersetzt.
| Nr von | Nr bis | Stammteil | Stammteil                                 |
| ------ | ------ | --------- | ----------------------------------------- |
| 1      | 40     | I         | Persönliche Gebete                        |
| 41     | 100    | II        | Christliches Leben aus den Sakramenten    |
| 101    | 568    | III       | Das Leben der Gemeinde im Kirchenjahr     |
| 569    | 665    | IV        | Gemeinschaft der Heiligen                 |
| 665    | 800    | V         | Wortgottesdienst, Stundengebet, Andachten |

### Neuausgabe 2013

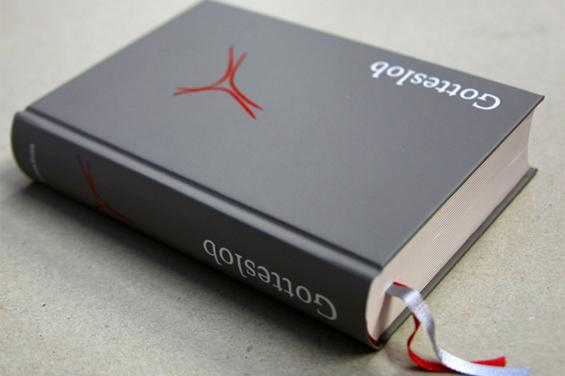
Neues Gotteslob (2013)

Ein neues Gebet- und Gesangbuch, das ebenfalls Gotteslob heißt, wurde seit 2004 vom Deutschen Liturgischen Institut Trier erarbeitet. Bischof Friedhelm Hofmann war der federführende Bischof in der zehnjährigen Entstehungsphase. Nach Erprobung erster Teile des neuen Gesangbuches durch ausgewählte Gemeinden kündigte die Deutsche Bischofskonferenz am 10. Dezember 2012 offiziell das Erscheinen des Buches zum ersten Advent 2013 an, dem Beginn des Kirchenjahres. Die Erstauflage betrug 3,6 Millionen Exemplare und wurde von der Katholischen Bibelanstalt Stuttgart herausgegeben. Wegen Problemen mit der Papierqualität erfolgte die Ablösung des alten Gotteslobs nicht im gesamten Verbreitungsgebiet gleichzeitig, sondern verzögerte sich in manchen Diözesen bis in den Herbst 2014.

## Ausgaben
Das Gotteslob wurde herausgegeben von den Bischöfen Deutschlands, Österreichs, des Bistums Bozen-Brixen (Südtirol) und des Bistums Lüttich (Deutschsprachige Gemeinschaft Belgiens). Im Erzbistum Luxemburg erschien es unter dem Namen Magnificat. Die Rechte am gemeinsamen Stammteil werden vom Katholischen Bibelwerk Stuttgart vertreten. Die deutschsprachigen Bistümer der Schweiz haben 1998 ein eigenes Katholisches Gesangbuch der deutschsprachigen Schweiz eingeführt, ebenso wie das 1997 gegründete Erzbistum Vaduz (Liechtenstein).

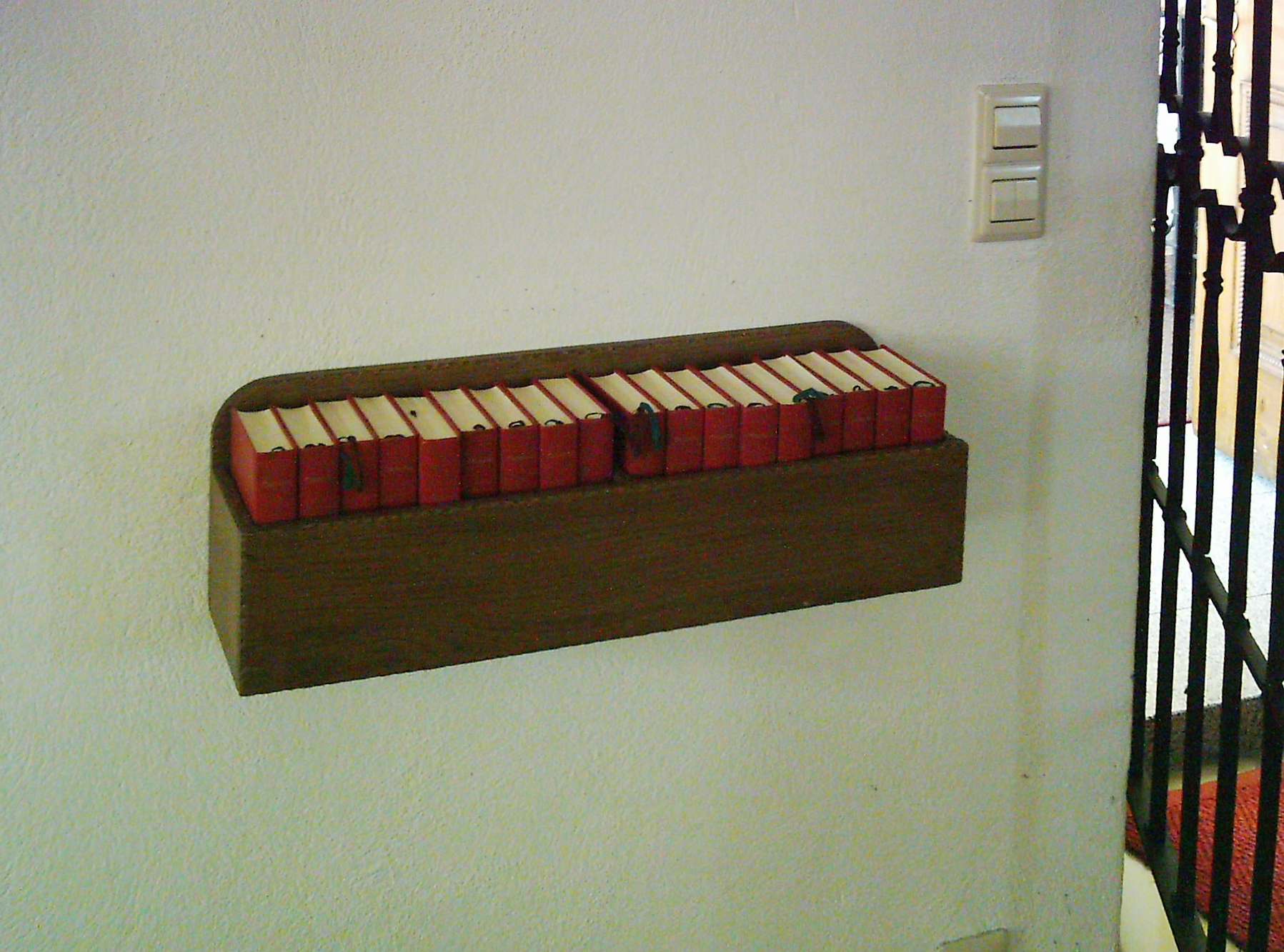
Gotteslobfach am Eingang einer Kirche

Neben dem gemeinsamen Stammteil (Lieder und Gesänge, Andachten, Gebete und katechetische Erläuterungen, Beichtspiegel, nummeriert von 1 bis 311, von 351 bis 379 sowie von 401 bis 791) enthielten alle Gotteslob-Ausgaben Diözesananhänge mit teils regional, teils im ganzen Sprachgebiet beliebtem, textlich oder musikalisch aber gelegentlich voneinander abweichenden oder geringer eingestuften Liedgut und weiteren Gebeten (Nummerierung in der Regel beginnend mit 800 oder 801). Die Regionalausgaben des Gotteslob erschienen in verschiedenen, der katholischen Kirche nahestehenden Verlagen, die in der Regel im jeweiligen Bistum ansässig sind. Eine reine Ausgabe des Stammteils ist nicht erschienen.

## Diözesananhänge und Beihefte

### Deutschland
Für das ganze Gebiet der Berliner Ordinarienkonferenz, also die gesamte DDR, gab es nur einen einheitlichen Anhang. Er galt für das Erzbistum Berlin, das Bistum Meißen, die Apostolische Administratur Görlitz und die Bischöflichen Ämter Erfurt-Meiningen, Magdeburg und Schwerin.
Die einzelnen Diözesananhänge sind im Folgenden dargestellt:

#### Bistum Aachen
Der Diözesananhang von 1975 (Nummer 801 bis 983) enthält neben weiteren Texten eine Vielzahl von im Bistum gerne gesungenen Kirchenliedern. Darunter befindet sich auch Urbs Aquensis (Nr. 966), das die Kaiserstadt und „Karls des Großen Heiligtum“ besingt.
1986 wurde ein weiterer Anhang zum Einheften mit den Nummern 001 bis 054 erstellt, der vor allem neue geistliche Lieder enthält und auch in einigen anderen Bistümern als „Aachener Anhang“ in Gebrauch ist.

#### Bistum Augsburg
Das Gotteslob der Diözese Augsburg hat zwei Anhänge. Der erste umfasst die Nummern 801 bis 894. Bereits 1984 wurde dieser Teil erweitert.
Der zweite, 1996 erschienen, beginnt mit der Nummer 901 und berücksichtigt auch neuere Lieder.
Das Bistum Augsburg hat 2004 eine Kommission für die Erstellung eines dritten Teils in Auftrag gegeben. Die Arbeit wurde nach der Bekanntgabe einer grundlegenden Erneuerung des Gotteslobs vertagt, 2007 schließlich eingestellt. Das Bistum Augsburg hält den Rekord an Liednummern (1008).

#### Erzbistum Bamberg
Der Bamberger Eigenanteil hat inzwischen zwei Anhänge. Neben dem 1975, zusammen mit dem Gotteslob erschienenen Anhang (Nr. 801–924), der mit Gebeten und Liedern auf die Bistumspatrone Bambergs eingeht, eine Liedauswahl zum Jahreskreis bietet und auch auf die Flüchtlinge und Vertriebene nach dem Zweiten Weltkrieg und deren frühere Regionalgesangbücher Rücksicht nimmt (z. B. Schubert-Messe), erschien 1997 ein zweiter Anhang (Nr. 925–999), der auch modernere Lieder zum Inhalt hat.

#### Erzbistum Berlin

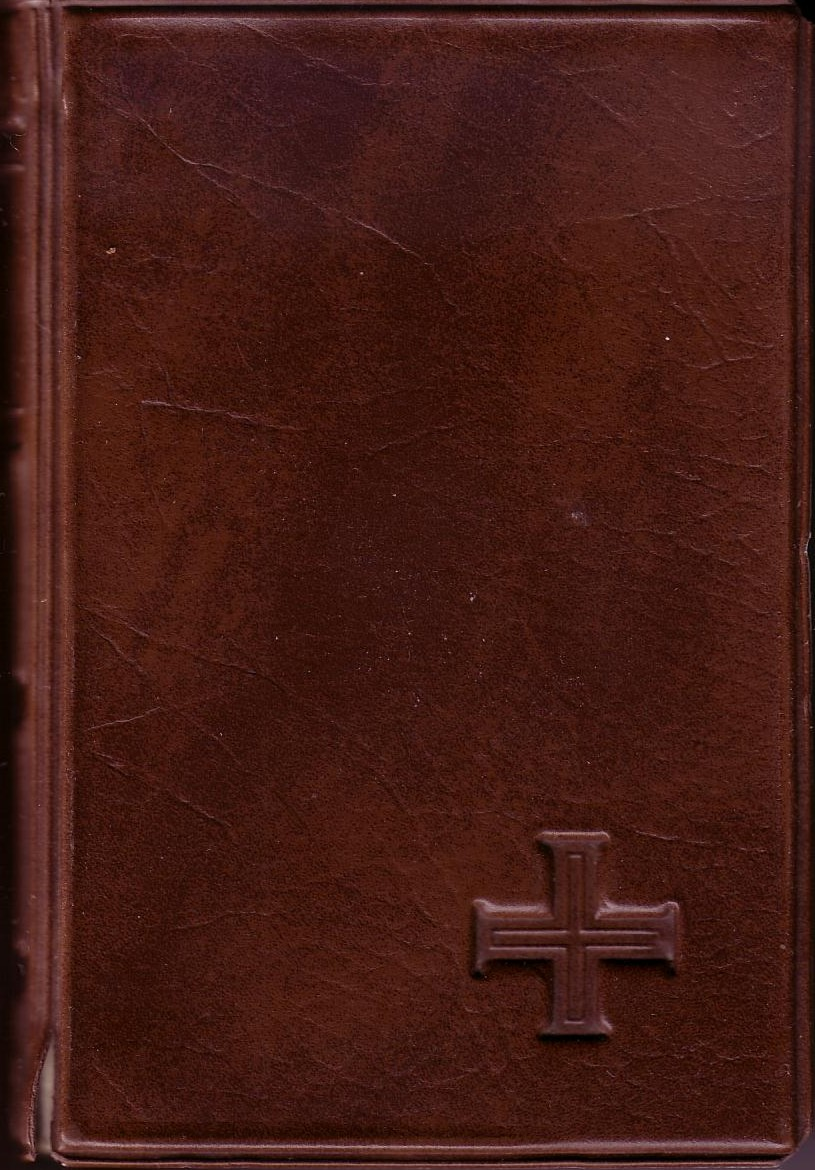
Gotteslob-Ausgabe in der DDR von 1977, Einbandgestaltung von Friedrich Stein

Das Berliner Gotteslob hat zwei Anhänge: den des ehemaligen Bischöflichen Amtes Berlin (West) und den für Berlin (Ost) und die gesamte DDR. Um die Trennung der Stadt Berlin aus dem Gotteslob zu tilgen, war im Erzbistum Berlin eine Expertenkommission beauftragt worden, das Problem zu beheben. Durch die Einführung des neuen Gotteslobs 2013/2014 ist diese Entwicklung überholt.

#### Bistum Dresden-Meißen
Zusätzlich zum gemeinsamen Anhang der ostdeutschen Bistümer wurde 2003 dem Gotteslob ein eigener Diözesananhang angefügt. Er umfasst die Nummern 901 bis 959.
Die sorbischen Gemeinden des Bistums nutzen den Wosadnik als Gesangbuch.

#### Bistum Eichstätt
Der Diözesanteil beginnt mit Nr. 800.

#### Bistum Erfurt
Zusätzlich zum gemeinsamen Anhang der ostdeutschen Bistümer wurde 2002 dem Gotteslob ein eigener Diözesananhang angefügt. Er umfasst die Nummern 901 bis 957.

#### Bistum Essen

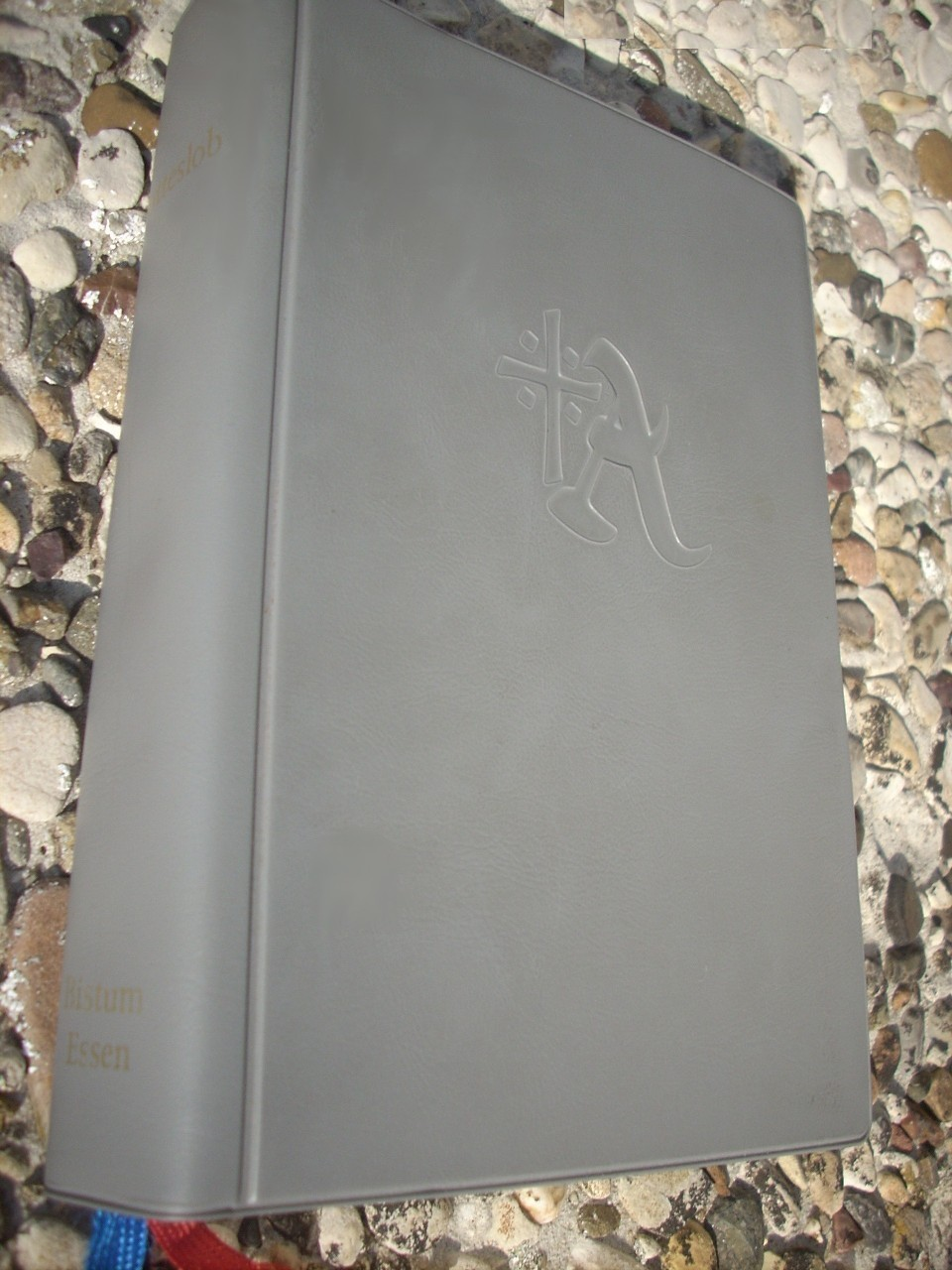
Gotteslob Essen mit Altfrid-Monogramm

Der Essener Diözesananhang umfasst die Nummern 800 bis 889. Darunter sind Lieder, die innerhalb des Bistums in verschiedenen Melodiefassungen verbreitet sind, da das Bistum erst 1957 aus Teilen der Nachbarbistümer Köln, Münster und Paderborn entstanden ist. Diese sind ohne Noten abgedruckt.
Im Gegensatz zu anderen Bistümern wurde der Anhang im Laufe der Jahre nicht erweitert, da es für NGL parallel zum Gotteslob ein weiteres Gesangbuch Halleluja gibt, welches inzwischen in der fünften Ausgabe erschienen ist.
Dem Einband der Essener Ausgabe ist das Altfrid-Signum eingeprägt, eine Weiterentwicklung aus einer vom heiligen Altfrid überlieferten Unterschrift. Altfrid hatte im 9. Jahrhundert das Stift Essen gegründet.

#### Erzbistum FreiburgundBistum Rottenburg-Stuttgart
Beide Bistümer haben zwar jeweils eigene Ausgaben, deren Anhang (Nummern 801 bis 955) jedoch gleich ist aufgrund der traditionell engen Beziehung zwischen den beiden Bistümern, wie es im Vorwort der Ausgabe Rottenburg-Stuttgart heißt.
Das Erzbistum Freiburg brachte 1985 einen weiteren eigenen Anhang Beiheft zum Gotteslob für das Erzbistum Freiburg heraus mit den Lied-Nummern 01 bis 062.

#### Bistum Fulda
Der Diözesanteil umfasst die Nummern 792 bis 920. Neben traditionellen Gesängen des Bistums enthält er auch Andachten zu den Bistumsheiligen Bonifatius und Elisabeth.
2004 wurde, im Vorgriff auf ein neues Gotteslob, ein Beiheft mit den Nummern 921 bis 970 herausgegeben. Es enthält neben traditionellen Gesängen und Neuem Geistlichem Lied auch Lieder, die im Bistum bisher unbekannt waren.

#### Bistum Görlitz
gemeinsamer Anhang der Berliner Ordinarienkonferenz
2003 erschien ein eigener Anhang.

#### Erzbistum Hamburg
Die Hamburger Ausgabe entstand im Jahr 1996, im zweiten Jahr nach Gründung des Erzbistums Hamburg. Im Stammteil wurden einige geschlechtsneutrale Formulierungen eingearbeitet. Der Eigenteil des Erzbistums Hamburg umfasst die Nummern 801 bis 949. Er enthält unter anderem Informationen zu den Heiligen der norddeutschen Heimat sowie modernere Lieder und Gesänge. Die älteren Lieder wurden aus den Bistumsanhängen des Osnabrücker, des Hildesheimer und des DDR-Gotteslobs zusammengestellt.
Im Dekanat Harburg (Hamburg südl. der Elbe), das bis 1994 zum Bistum Hildesheim gehörte, gibt es einen zusätzlichen eigenen Anhang, in dem Lieder des Hildesheimer Diözesananhangs enthalten sind.

#### Bistum Hildesheim
Der Hildesheimer Diözesananhang enthält viele Lieder des 19. Jahrhunderts, besonders zur Sakraments- und Marienverehrung, die nicht im Stammteil enthalten, jedoch sehr populär sind. Weiteres Eigengut sind schlesische Lieder, die dem hohen Anteil schlesischer Vertriebener in der Diözese Rechnung tragen.

#### Erzbistum Köln
Der Diözesanteil umfasst die Nummern 801 bis 984. Anfangs sind die Antiphonen und die Leseordnung zu den Sonntagen und Festen aufgeführt. Der Liedteil enthält gern gesungene deutsche Lieder und eine Reihe von lateinischen Gesängen, weitere Choralmessen, die Lauretanische und die Allerheiligenlitanei in lateinischer Fassung sowie die lateinische Komplet. Den Schluss machen einige Andachtstexte und ein Gebet zu den Kölner Heiligen.

#### Bistum Limburg
In der Erstauflage von 1975 umfasst der „Limburger Diözesanteil“ die Nummern 801 bis 963. Hier wurden Stücke des „alten“ Limburger Gesangbuches übernommen, zum Großteil allerdings mit neuen oder veränderten, vermeintlich „moderneren“ Texten versehen. Dies betrifft beispielsweise Nummern 803 („Laßt erschallen die Posaune“) oder 811 („Auf, Christen, singt festliche Lieder“). Zum anderen findet sich Neues Geistliches Liedgut.
Da sich in der Praxis herausstellte, dass viele bei den Gemeinden beliebte Lieder überhaupt nicht berücksichtigt worden waren, wurde ab 1996 ein weiterer Anhang an den „Limburger Diözesanteil“ angefügt. In der Handhabung bedeutet das, dass nach dem ursprünglichen Inhaltsverzeichnis weitere 52 Seiten mit den Nummern 964 bis 999 und einem eigenen Inhaltsverzeichnis eingefügt sind. Hier finden sich beliebte, aber ursprünglich weggelassene Nummern wie „Herr, großer Gott, Dich loben wir“ (964), „Zittern müßt’ ich, Herr vor Dir“ (966), „Meerstern, ich dich grüße!“ (974), „Maria Maienkönigin“ (972), „Wunderschön prächtige“ (976) oder aber auch der Weihnachtsklassiker „O du fröhliche“ (978). Die Nummern des letztgenannten Anhangs sind größtenteils ohne Noten wiedergegeben, was die Verwendung in der Praxis erschwert. Aus diesem Grund, aber auch weil noch immer etliche beliebte Gesänge aus dem alten Limburger Gesangbuch fehlen, hat sich in vielen Gemeinden die Praxis entwickelt, eigene Beihefte zu erstellen.

#### Bistum Magdeburg
Magdeburg wurde erst nach der Wiedervereinigung eigenständiges Bistum. Zuvor galt das Gotteslob mit dem einheitlichen DDR-Anhang. Das neue Magdeburger Gotteslob hat einen eigenen Anhang (ab Nr. 900) mit traditionellem und neuen Liedgut.

#### Bistum Mainz
Der Mainzer Diözesananhang umfasst Andachten und Lieder zu den Mainzer Heiligen, etliche komplette Messreihen und tradiertes Liedgut, das im Stammteil keine Berücksichtigung fand. Messreihen stehen sowohl für die Zeit im Kirchenjahr, als auch für geprägte Zeiten (Advent und Fastenzeit) und einzelne Feste zur Verfügung. Vielfach handelt es sich hierbei um Neutextierungen zu vorhandenen Liedmelodien aus dem Stammteil.
Vor einiger Zeit ist zudem ein Anhang zum Diözesanteil erschienen (sogenanntes Beiheft zum Gotteslob), dessen Liednummern mit 01 beginnen. In ihm finden sich viele Neue Geistliche Lieder, aber auch einige traditionelle Lieder, die im Rest des Gotteslob keine Berücksichtigung gefunden hatten (zum Beispiel Taizégesänge, das Lied Tochter Zion, freue dich und die sogenannte Schubert-Messe), sowie Ergänzungen des gregorianischen Repertoires (zum Beispiel marianische Antiphon).

#### Erzbistum München und Freising
Das Gotteslob beinhaltet zwei Diözesanteile. Der erste Teil aus dem Jahr 1975 umfasst die Nummern 801–924. Der zweite Diözesanteil aus dem Jahr 2003 hat die Nummern 925–1000. Im Vorwort betont Kardinal Friedrich Wetter insbesondere die Aufnahme neuer geistlicher Lieder.

#### Bistum Münster
Der Eigenteil des Bistums Münster besteht aus den Nummern 801 bis 998. Er bringt im ersten Teil (Nr. 801 bis 818) Kurzbeiträge, eine Litanei und Tagesgebete zu den Heiligen und Seligen des Bistums (sehr ausführlich wird über Liudger, den ersten Bischof von Münster berichtet), nennt Wallfahrtsorte des Bistums und enthält eine kalendarische Auflistung der Namenstage. Dann folgt ein 1996 neu eingefügter Liedteil (Nr. 818  bis 900), der gegliedert ist in Gesänge zum Kirchenjahr, Lob- und Danklieder, Lieder um Vertrauen und Bitte, Messgesänge, Lieder zu Jesus und Maria, Heiligen, Leben aus dem Glauben, Kirche und Volk Gottes, Friede und Hoffnung – Zukunft – Neue Welt. Dieser neue Teil ist auch als separates Beiheft erschienen. Im alten Teil (Nr. 901 bis 998) folgen wieder zuerst Lieder zum Kirchenjahr, zu Jesus Christus, Lob und Dank, zu Maria und Heiligen, Vertrauen und Bitte und zum Sterben des Christen, sodann Morgenlieder, Messgesänge und zum Schluss nochmals Marienlieder.

#### Bistum Osnabrück
Der Diözesanteil „mit Gebet- und Liedgut …, auf das wir nicht verzichten wollen“ wurde 1996 erweitert und umfasst heute die Nummern 801 bis 974. Nach einem Teil mit Gebeten, besonders zu den „Heiligen unserer Heimat“, folgen ab Nummer 828 traditionelle und zeitgenössische Lieder und Gesänge, ab Nummer 956 eine Reihe von Kehrversen und Rufen. Den Regionalteil beschließt mit Nummer 974 der Regionalkalender mit den Herren- und Heiligenfesten für das Bistum Osnabrück.

#### Erzbistum Paderborn
Der Diözesanteil verweist auf die genau hundertjährige Tradition des Diözesangesangbuchs Sursum Corda und umfasst die Nummern 800 bis 943. Er enthält hauptsächlich traditionelle Lieder, einen Regionalkalender und wenige Texte und Gebete.
Der 2003 neu hinzugekommene Teil (918–943) enthält neues geistliches Liedgut.

#### Bistum Passau
Aufgrund der großen Bedeutung des Marien-Wallfahrtsortes Altötting, der im Bistum Passau liegt, wurden relativ viele Marienlieder in die Passauer Diözesanausgabe aufgenommen.

#### Bistum Regensburg
Der mit dem Stammteil 1975 erschienene Diözesanteil I umfasst die Nummern 801 bis 920. Er enthält eine kurze Geschichte des Bistums und eine Lebensbeschreibung des Bistumspatrons Wolfgang von Regensburg, einen Gebetsteil an regionale Glaubenszeugen und über 100 im Bistum beliebte Lieder, darunter die sogenannte Schubert-Messe. Gregorianische Melodien sind im Gegensatz zum Stammteil in Quadratnotation wiedergegeben.
Der 1987 erschienene Diözesanteil II enthält unter den Nummern 921 bis 981 weitere, vorwiegend traditionelle Kirchengesänge, darunter die sogenannte Haydn-Messe sowie einen ausführlichen Gebetsteil.

#### Bistum Speyer
Der Speyer Diözesanteil umfasst die Nummern 801–916 und einen liturgischen Kalender.
Im Jahr 2004 wurde ergänzendes Beiheft herausgegeben, der die Nummern 917–986 umfasst.

#### Bistum Trier
Der Anhang umfasst in der Erstauflage von 1975 die Nummern 801 bis 944. Er beginnt dort mit einem eineinhalbseitigen Artikel „Aus der Geschichte des Bistums Trier“.
Der Anhang, der anlässlich der Bistumswallfahrt 1996 erweitert wurde, umfasst nun zusätzlich noch die Nummern 945 bis 963 und beginnt ebenfalls mit dem Artikel „Aus der Geschichte des Bistums Trier“. Danach folgen 31 Seiten über „Heilige und Feste der Trierer Kirche“ und vier Gebete an den „Hl. Eucharius, erster Bischof von Trier“.

#### Bistum Würzburg
Der Eigenteil für das Bistum Würzburg von 1975 umfasst die Nummern 800 bis 916. Beginnend mit vier diözesanen Messreihen sind die anschließenden Lieder analog zum allgemeinen Teil angeordnet. Seit 1994 beinhaltet der erweiterte Eigenteil auch die Nummern 917 bis 999. Hierfür wurde neben modernerem Liedgut auch wieder eine größere Anzahl von Liedern aus dem ehemaligen Diözesangesangbuch Ave Maria aufgenommen, die 1975 nicht ins Gotteslob übernommen worden waren, aber in den Gemeinden weiterhin sehr populär blieben. Kardinal Döpfner prägte den Spruch: „Frankenland – Marienland“. Aus diesem Grund wird im Anhang des Würzburger Gotteslobs ein besonderes Augenmerk auf Marienlieder, besonders fränkisch-volkstümliche Marienlieder, gelegt.

#### Militärordinariat
Das katholische Militärbischofsamt gibt ein eigenes Gebet- und Gesangbuch für die katholischen Soldaten in der deutschen Bundeswehr heraus. Dieses weicht in Format und Gestaltung von Gotteslob ab, ist aber inhaltlich nach dessen Erscheinen ein Auszug aus dem Gotteslob geworden. Im Vorwort der 20. Auflage heißt es: „Das Gebet- und Gesangbuch […] erinnert Sie an das Gotteslob[…]. Das ist Absicht. Auch während ihrer Dienstzeit sollen Soldaten – zwar in einer handlichen Form und daher in Auswahl – die gleichen Gebete und Lieder zur Verfügung haben […]“.
Den eigenen Liednummern sind jeweils in Klammern die entsprechenden Liednummern im Gotteslob beigegeben. Nach dem mit dem Gotteslob gemeinsamen Teil folgt noch ein Anhang mit Eigengut.

### Österreich
Neben einzelnen Diözesananhängen haben die Ausgaben der österreichischen Diözesen auch einen gemeinsamen Österreichteil (801–859). Dieser umfasst u. a. zwei Messreihen: Das Deutsche Hochamt von Michael Haydn (801) und die Deutsche Messe von Franz Schubert (802). Außerdem sind in Österreich gesungene Lieder für Festzeiten und mehrere Marienlieder aufgezeichnet. Auch die Österreichische Bundeshymne (855) findet sich hier.

#### Diözese Eisenstadt
Die Eisenstädter Ausgabe des Gottelobes umfasst insgesamt 930 Nummern. In einer Ausgabe von 2000 sind die Nummern bis 853 (also der Österreich-Anhang) und von 001–091 enthalten.

#### Diözese InnsbruckundDiözese Feldkirch
Die Diözesen Innsbruck und Feldkirch haben aufgrund ihrer langen gemeinsamen Geschichte einen gemeinsamen Anhang herausgegeben; dieser umfasst insgesamt 936 Nummern.

#### Diözese Graz-Seckau
Der Eigenteil umfasst die Nummern bis 941, in einer Ausgabe von 1998 sind insgesamt 980 Nummern verzeichnet.

#### Diözese Gurk-Klagenfurt
In dieser Diözesanausgabe sind Nummern bis 971 verzeichnet, in einer erweiterten Ausgabe von 1998 zusätzlich die Nummern 01–099 und 972–999.

#### Diözese Linz
Der Diözesananhang der Diözese Linz umfasst die Lieder 901–933. Hier finden sich weitere Lieder aus den Diözesan-Gesangbüchern von 1939 und 1959, Neue Geistliche Lieder aus den Linzer Liederbüchern messgesänge 2/1969 und messgesänge 3/1970 und insbesondere Lieder von Josef Kronsteiner.
Im Ergänzungsheft der Diözese Linz von 1987 sind unter den Nummern 935–985 weitere Lieder angehängt. Weitere Lieder von Josef Kronsteiner und Lieder von Anton Reinthaler (insbesondere seine Markus-Messe) und etliche Neue Geistliche Lieder (vor allem Lieder aus Taizé) sind hier zu nennen.

#### Erzdiözese Salzburg
In der Erzdiözese Salzburg war das Gotteslob zunächst nicht gut angenommen worden, weil viel volksnahes und tradiertes Liedgut die Kirchenmusik prägte. Allerdings änderte sich dies mit dem Zustrom deutscher und anderer Touristen während der 1960/70er-Jahre. Zwar wurde dennoch regionaltypische Kirchenmusik eingespielt, mit der zunehmenden ethnischen Vermischung war man besser auf das Gotteslob zu sprechen. Aber erst 1989 wurde in der ganzen Erzdiözese das Gotteslob als einziges verpflichtendes Gesangbuch etabliert. Es bestehen zwei Anhänge: Ein älterer Anhang, der noch von Erzbischof Karl Berg initiiert wurde, und ein weiterer, der Mitte der 1990er-Jahre von Erzbischof Georg Eder herausgegeben wurde. Um Neues Geistliches Liedgut und andere meditative Texte miteinzuführen, entschied sich die Liturgische Kommission der Erzdiözese Salzburg in Kooperation mit dem erzbischöflichen Kirchenmusikamt, einen Ergänzungsband herauszugeben. Dieser wurde nach einer Zeit der Sammlung, der Durchsicht und auch der Neuauswahl unter dem Namen Ergänzungsband zum Gotteslob für die Erzdiözese Salzburg publiziert. Maßgeblich verantwortlich zeigte sich auch dabei Erzbischof Alois Kothgasser sowie die zuständigen Liturgen und Kirchenmusiker. Dieser Ergänzungsband erschien im Jahre 2005 und befindet sich seit 2007/2008 in einer weiteren Auflage.

#### Diözese Sankt Pölten
Der Sankt Pöltner Anhang umfasst die Nummern 901–950.

#### Erzdiözese Wien
Der Diözesananhang für die Erzdiözese Wien umfasst die 22 Lieder 901–922. Hier findet sich etwa die in der Region verwendete Melodie aus dem Landhuter Gesangbuch für Tauet Himmel, den Gerechten (909). Daneben sind für Stille Nacht sechs Strophen und die Melodie aufgezeichnet. Anfang der 1990er-Jahre wurde der Diözesananhang mit einem Beiheft erweitert, der weitere Lieder aus dem alten Gesangbuch Betende Gemeinde und auch einige Stücke, die dem Neuen Geistlichen Lied zugerechnet werden können, enthält.
Militärdiözese

### Weitere deutschsprachige Gebiete

#### Diözese Bozen-Brixen
Dieser Diözesananhang umfasst ursprünglich die Nummer bis 862 und wurde 1987 mit einem Beiheft um die Nummern 863–965 erweitert.
Er ist folgendermaßen gegliedert: 801–807 Brixner Jubiläumsmesse, 807–812 Haydn-Messe, noch eine Messreihe (813–818), einige Sanctus-Lieder (819–822), drei Messreihen mit Kehrversen (823–834), Feierliche Einleitung zur Vesper (835), verschiedene Lieder (Jesus Christus, Advent, Weihnachten, Fastenzeit, Kreuzweg, Ostern, Eucharistie, Herz Jesu, Maria, Erntedank, Tod und Ewigkeit, Asperges; 836–864), Schubert-Messe (865–872), Messreihen (873–883), verschiedene Lieder (Gloria, Advent, Passion, Kreuzweg, Ostern, Eucharistie, Herz Jesu, Maria; 884–899), Lied zu des Diözesanheiligen (900), Gesänge zur Begräbnis (901–904), Neues Geistliches Lied (905–926), verschiedene Gebete (927–965; darunter Kreuzweg, Rosenkranz, Herz-Jesu-Gelöbnis, Josef-Litanei, Jungschargebet).

#### Bistum Lüttich
Die Ausgabe des Bistums Lüttich wird in Zusammenarbeit mit der deutschsprachigen Gemeinde im östlichen Teil Belgiens herausgegeben. Ausgabeort ist Aachen. Der „Aachener Anhang“ von 1986 mit den Nummern 001 bis 054 wurde auch als Anhang für das Bistum Lüttich übernommen. Dies ist auch die meistverwendete Ausgabe in den deutschsprachigen Kirchen der Niederlande.

#### Erzbistum Luxemburg
Die Ausgabe des Erzbistums Luxemburg (vor 1988 noch Bistum) heißt Magnificat und umfasst Nummern bis 1082.

#### Rumänien
Für die deutschsprachige Minderheit in Rumänien erschien 1978 eine eigene Ausgabe des Gotteslobes in Timișoara.

#### Deutschsprachige Bistümer in der Schweiz
Die deutschsprachigen Schweizer Bistümer Basel, Chur, St. Gallen und Sitten haben das Gotteslob nicht übernommen, sondern ihrem Kirchengesangbuch 1978 einen Anhang mit „Liedern und Gesängen aus dem Gotteslob“ beigefügt.
1998 erschien ein neues, eigenes Gebet- und Gesangbuch unter dem Titel Katholisches Gesangbuch der deutschsprachigen Schweiz (KG). Es umfasst 959 Seiten und wird vom Verein zur Herausgabe des Katholischen Kirchengesangbuches der Schweiz im Auftrag der Schweizer Bischofskonferenz herausgegeben. Darin finden sich Lieder für Festzeiten sowie zahlreiche regional-traditionelle Lieder, teilweise auch in französischer, italienischer und rätoromanischer Version, so wie sie auch in den Gesangbüchern Inni Cattolica im Bistum Lugano und Cantiques Catholiques im Bistum Lausanne, Genf und Freiburg vorkommen.

#### Frankreich
Die deutschsprachigen Kirchengemeinden im Erzbistum Straßburg und im Bistum Metz verwenden das Schweizer Katholische Gesangbuch.

#### Erzbistum Vaduz
Das Erzbistum Vaduz in Liechtenstein wurde erst 1997 als Bistum errichtet und gehörte zuvor zum Bistum Chur, benutzt also die dort gängigen Liederbücher.

## Vorläufer

### Diözesangesangbücher

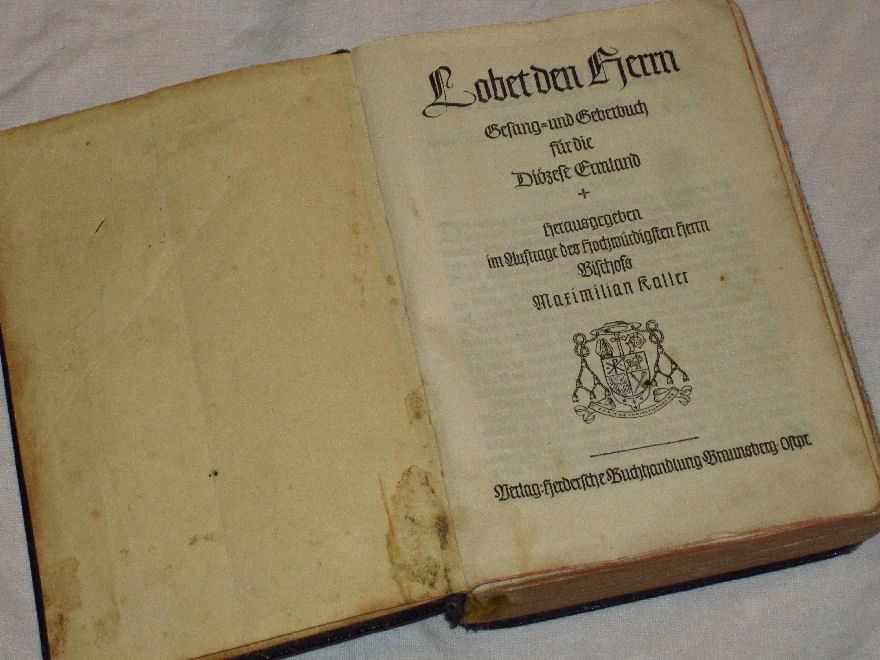
Lobet den Herrn – Gebet- und Gesangbuch für die Diözese Ermland

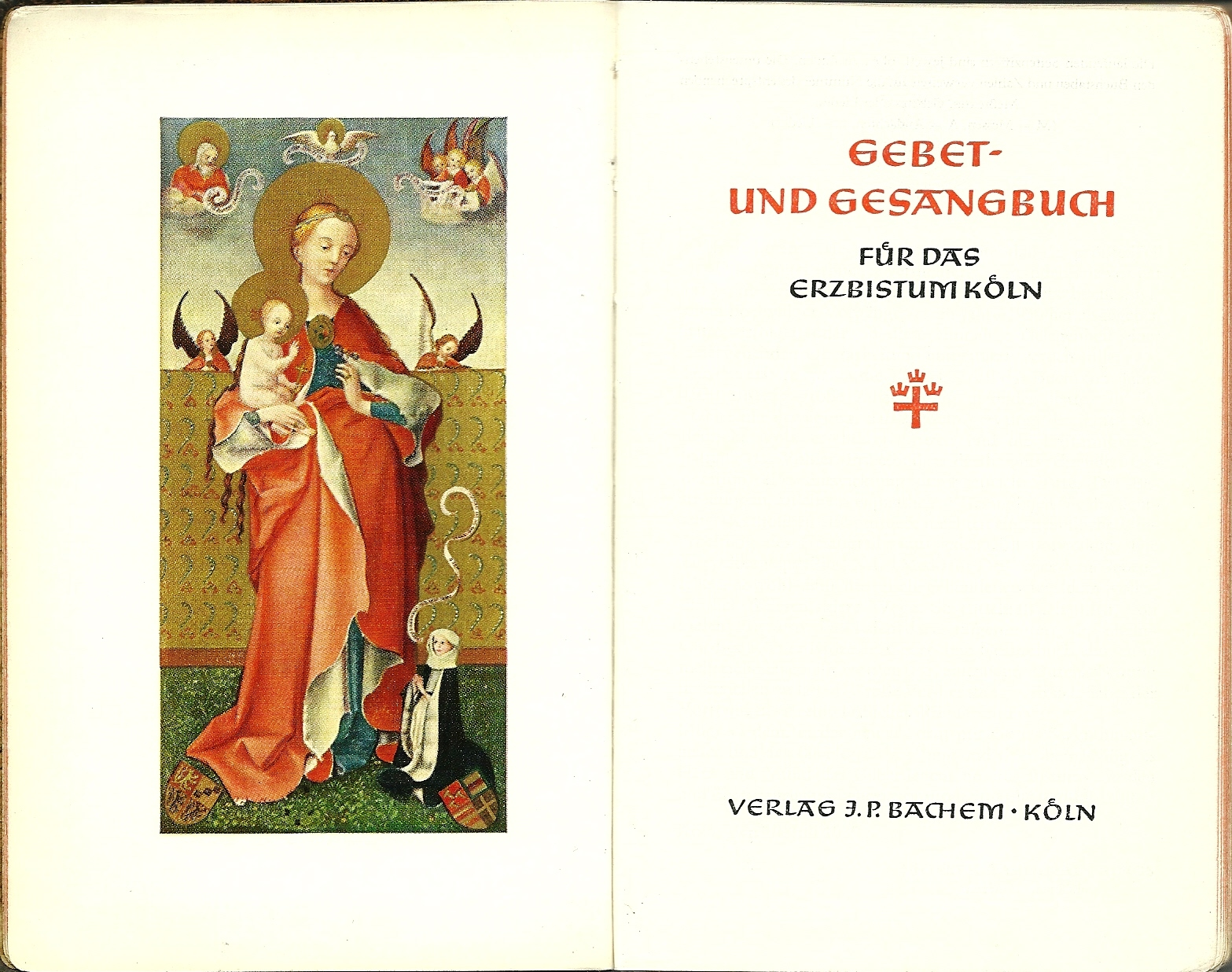
Gebet- und Gesangbuch für das Erzbistum Köln (1949, Titelbild: Stefan Lochner: Madonna mit dem Veilchen (1440))

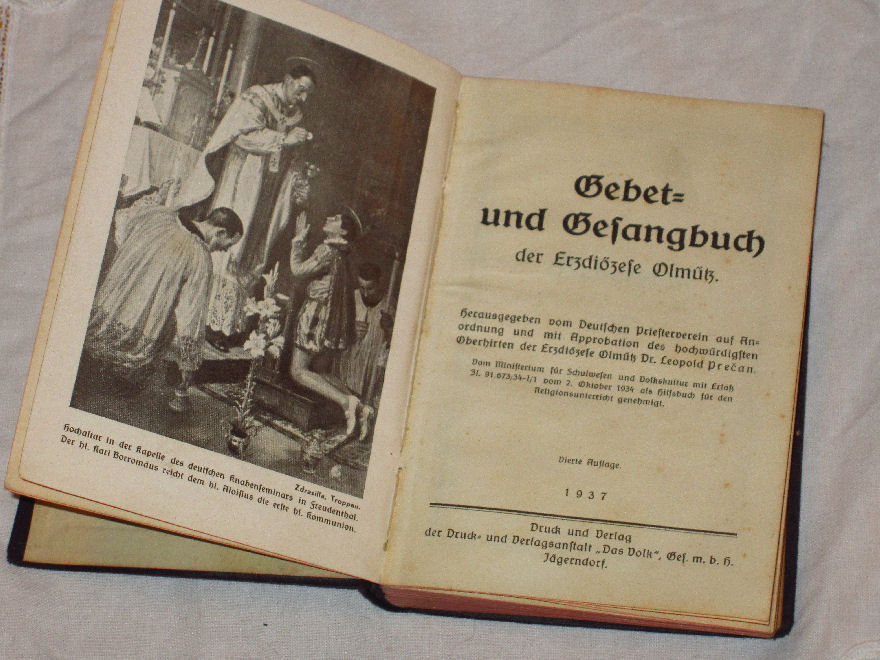
Gebet- und Gesangbuch der Erzdiözese Olmütz

Das Gotteslob löste die Eigengebetbücher der Diözesen im deutschen Sprachraum ab.
- Ave Maria (Bistum Würzburg)
- Betende Gemeinde (Erzdiözese Wien)
- Canta Bona (Bistum Hildesheim)
- Gebet- und Gesangbuch der Erzdiözese Olmütz (Erzbistum Olmütz)
- Gebet- und Gesangbuch für das Erzbistum Köln (1949, Neufassung 1971), mehrere Vorläufer als Kölner Diözesan-Gebet- und Gesangbuch o. ä., erstmals 1875 erschienen, zuletzt 1930 neu gefasst[36]
- Gesang- und Andachtsbuch für das Bistum Rottenburg (1949), Vorläufer von 1865, neu gefasst 1904[37]
- Gelobt sei Jesus Christus. Gebet- und Gesangbuch für das Bistum Mainz (Bistum Mainz)
- Gottesdienst (Erzbistum München und Freising)
- Gotteslob (Bistum Osnabrück)
- Gotteslob (Bistum Eichstätt)
- Laudate (Bistum Münster, Bistum Augsburg und Bistum Meißen)
- Lobet den Herrn – Gesang- und Gebetbuch für die Diözese Ermland (1939, weitere Auflagen (Auswahl und Ergänzung) 1974 und 1980 durch die Apostolische Visitatur Ermland, ein bis 2012 existierendes deutsches Personalbistum des inzwischen polnischen Territorialbistums)
- Lob Gottes (Bistum Passau)
- Lobt den Herrn! (1935), ergänzt 1963 durch Meßgesänge, 1970 ersetzt durch Bamberger Gebet- und Gesangbuch (Erzbistum Bamberg)
- Magnifikat (Erzbistum Freiburg, übernommen vom Bistum Regensburg)
- Oremus (Bistum Aachen)
- Salve Regina (Bistum Speyer)
- Sursum Corda (Erzbistum Paderborn mit dem Erzbischöflichen Amt Magdeburg)
- Unser Gotteslob (Diözese Bozen-Brixen)
- Vater unser (Diözese Linz)

### Namensgleichheiten
- 1938, 1939 und 1942 brachte der Christophorus-Verlag unter dem Titel Gotteslob eine kombinierte, aber sonst unveränderte Ausgabe des 1928 erstmals erschienenen, verbreiteten Heftes Kirchengebet (S. 1–67) und der Notenausgabe der 1938 erschienenen Liedersammlung Kirchenlied. Eine Auslese geistlicher Lieder (S. 85–254) heraus, ergänzt um ein Choralamt (S. 69–84).[38]

- Für das 1951 bei Fromm, Butzon & Bercker in Kevelaer erschienene Gesangbuch und Gebetbuch für das Bistum Osnabrück wurde ebenfalls der Titel Gotteslob gewählt. Das 1964 im Pfeiffer-Verlag in München erschienene Gebet- und Gesangbuch für die deutschsprachigen Regionen der Diözesen Trient und Bozen-Brixen hieß Unser Gotteslob.